# Theodoros von Hermoupolis
Theodoros von Hermoupolis, auch Theodoros Scholastikos, Theodorus Scholasticus, Theodorus Hermopolitanus, war ein oströmischer/byzantinischer Jurist in der zweiten Hälfte des 6. Jahrhunderts.
Er stammte aus der Thebais in Ägypten und war praktizierender Jurist („σχολαστικός“). Etwa im Jahr 578 verfasste er eine Paraphrase der zwischen den Jahren 533 und 575 erlassenen Novellen der byzantinischen Kaiser Justinian I. und Justin II. Das Werk folgt der Reihenfolge der Novellen in der Sammlung von 168 Novellen.

## Edition
- Karl Eduard Zachariae von Lingenthal,  Ἀνέκδοτα ΙΙΙ, Leipzig 1843 (Ndr. Aalen 1969), S. 1–165 (mit lateinischer Übersetzung) online